# Linia kolejowa nr 679
Linia kolejowa 679 – magistralna, jednotorowa, zelektryfikowana linia kolejowa łącząca stację Chałupki z dawnym przejściem granicznym Chałupki – Bohumín.

## Znaczenie międzynarodowe
Linia została w całości uwzględniona w sieci międzynarodowych linii transportu kombinowanego AGTC (jako linia kolejowa C-E59 Ystad – Świnoujście – Szczecin – Kostrzyn – Zielona Góra – Wrocław – Opole – Chałupki oraz jako linia kolejowa C59 Chałupki – Bohumín) i w sieci międzynarodowych głównych linii kolejowych AGC (jako linia kolejowa E59 Ystad – Świnoujście – Szczecin – Poznań – Wrocław – Opole – Chałupki).
Całość linii została dodatkowo zaklasyfikowana do kompleksowej i bazowej towarowej sieci transportowej TEN-T.

## Ruch pociągów
Linia, ze względu na swój europejski charakter, jest wykorzystywana zarówno w ruchu pasażerskim regionalnym, podmiejskim i dalekobieżnym, jak i w ruchu towarowym. Przewoźnikami kolejowymi są Koleje Śląskie i PKP Intercity.